# Joaquim Durão
Joaquim Manuel Leal Durão (* 25. Oktober 1930 in Lissabon; † 21. Mai 2015) war ein portugiesischer Schachmeister und -funktionär.

## Leben
Durão erlernte das Schachspiel im Alter von 11 Jahren; seine erste ernsthafte Turnierpartie spielte er 1947. Später gewann er 13 Mal die Landesmeisterschaft von Portugal: 1955, 1956, 1958 bis 1962, 1964, 1965, 1968, 1970, 1972 und 1973. Damit ist er portugiesischer Rekordhalter. Er war Spieler von Sporting Lissabon und Benfica Lissabon.
Er nahm an mehreren Zonenturnieren teil: 1957 in Dublin kam er auf Platz 14, 1960 in Madrid auf Platz 15, 1962 in Torremolinos auf Platz 10, 1963 in Enschede auf Platz 13, 1966 in Den Haag auf Platz 15, 1969 in Praia da Rocha auf Platz 14 und 1975 in Caorle sogar auf Platz 1. Außerdem spielte er in zahlreichen internationalen Turnieren und bereiste über 80 Länder. In Deutschland gewann er im April 1966 ein Turnier in Detmold mit 5,5 Punkten aus 7 Partien.
Zwischen 1958 und 1982 nahm er an zehn Schacholympiaden teil, viermal (1958, 1960, 1966 und 1974) spielte er am Spitzenbrett. Insgesamt erzielte er 78 Punkte aus 151 Partien. Zu seinen besten Leistungen zählt ein Sieg gegen den tschechischen Großmeister Jan Smejkal bei der Schacholympiade 1972 in Skopje. Als einziger portugiesischer Schachspieler saß er bei der Schacholympiade 1966 in Havanna dem amerikanischen Großmeister Bobby Fischer gegenüber.
1975 wurde ihm als erstem Spieler seines Landes der Titel eines Internationalen Meisters verliehen. Seit 1985 war er auch Internationaler Schiedsrichter. Durão hat nach dem im Januar 2013 in Lissabon ausgetragenen Stichkampf der portugiesischen Seniorenmeisterschaft 2012 keine Elo-gewertete Partie mehr gespielt und wurde daher bei der FIDE zuletzt als inaktiv geführt.
Bei der Seniorenweltmeisterschaft 1991 in Bad Wörishofen kam er auf Platz 9, 1994 in Biel auf Platz 15, 1999 in Gladenbach auf Platz 60.
Er war mehrfach Präsident des portugiesischen Schachverbandes Federação Portuguesa de Xadrez: 1968 bis 1973, 1988 bis 1997 und 2005 bis 2007. Von 1996 bis 2001 war er auch Vizepräsident der Generalversammlung (Assembleia Geral) des Sport-Dachverbands Confederação do Desporto de Portugal. Außerdem war er für den Arbeitersportbund Confédération Sportive Internationale du Travail tätig.
Von 1982 bis 1996 gehörte er dem Exekutivkomitee des Weltschachbundes FIDE an, die letzten beiden Jahre als dessen Vizepräsident. Bei der FIDE-Präsidentschaftswahl 2006 unterstützte er Bessel Kok gegen Amtsinhaber Kirsan Nikolajewitsch Iljumschinow.
Für seine Verdienste um das Schachspiel wurde er von Staatspräsident Jorge Sampaio mit dem Ordem do Mérito Comendador ausgezeichnet.